# Sepia cultrata
Sepia cultrata е вид главоного от семейство Sepiidae. Видът не е застрашен от изчезване.

## Разпространение и местообитание
Разпространен е в Австралия (Виктория, Западна Австралия, Куинсланд, Нов Южен Уелс, Тасмания и Южна Австралия).
Среща се на дълбочина от 94,7 до 620 m, при температура на водата от 8,3 до 23,6 °C и соленост 34,6 – 35,5 ‰.